# Gare centrale de Copenhague
Pour les articles homonymes, voir Gare centrale.
La gare centrale de Copenhague (en danois : Københavns Hovedbanegård) est la principale gare ferroviaire de Copenhague, la capitale et la plus grande ville du Danemark, et également la plus grande gare au Danemark. Elle est située au centre de la ville entre les  quartiers d'Indre By et de Vesterbro, c'est-à-dire au sud-ouest du centre-ville historique de Copenhague.
Principale gare du Danemark, la gare centrale constitue le nœud principal du réseau ferroviaire national géré par la compagnie nationale Danske StatsBaner (DSB). Gare de passage, elle permet d'assurer de multiples services suburbaines, régionaux, nationaux, et internationaux. Elle est utilisée par plus de 100 000 passagers chaque jour. Elle est ainsi la deuxième gare du Danemark en nombre de passagers.
La gare est d'abord desservie par les trains de la plupart des lignes du réseau express régional S-tog de la Métropole de Copenhague, par les trains du réseau de l'Øresundståg reliant à la fois les villes du nord de l'Île de Seeland (Danemark) et les villes du sud de la Suède comme Malmö et Göteborg, du réseau InterCity reliant les principales villes du Danemark ainsi que les trains internationaux réliant Copenhague à la Suède et l'Allemagne.
La première gare ferroviaire de Copenhague a été construite en 1847. Rapidement devenue trop étroite, une nouvelle gare fut construite en 1864. Comme celle-ci est également devenue trop petite, les bâtiments de l'actuelle gare centrale de Copenhague ouvrent en 1911. Depuis 1934 la gare centrale de Copenhague est desservie par le réseau régional S-tog, et depuis 2019 par le réseau du métro de Copenhague.

## Situation ferroviaire

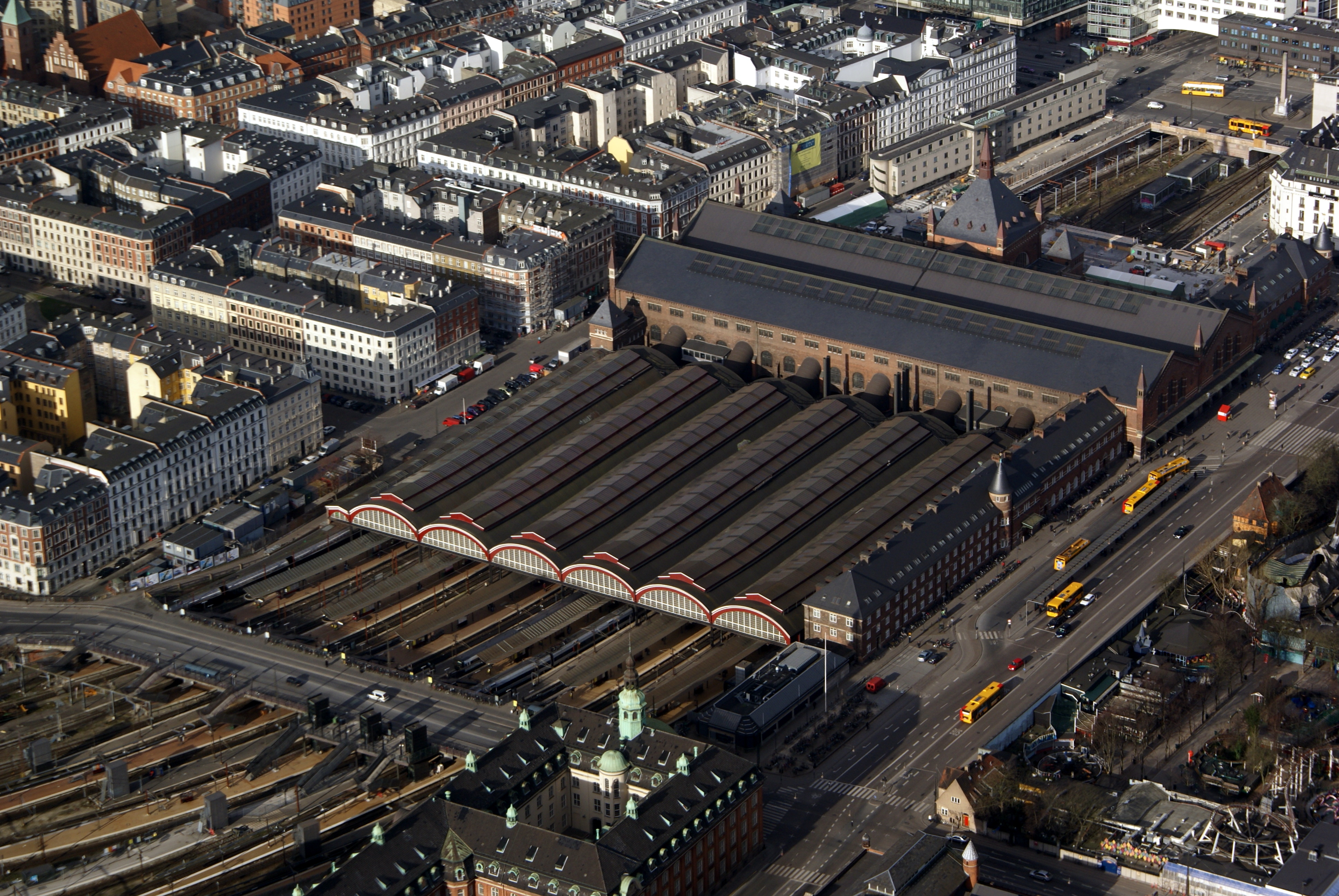
Vue aérienne de la gare centrale.

La gare centrale de Copenhague est établie au centre actuel de la ville, dans un environnement urbain très dense. Elle est située à la périphérie sud-ouest du centre-ville historique de Copenhague, entre les quartiers d'Indre By et de Vesterbro. Une des principales artères de Copenhague, la Vesterbrogade, passe au-dessus des voies ferrées entrant dans la gare. Elle est voisine des Jardins de Tivoli, parc d'attractions du centre-ville qui est immédiatement adjacent du côté est. En face du portail principal, sur Vesterbrogade, se trouve la Colonne de la liberté, dont la fondation est située entre les voies, qui est érigée en 1797 pour commémorer l'abolition du servage au Danemark. Également construit au-dessus des voies se trouve le SAS Royal Hotel, construit par l'archictecte et designer danois Arne Jacobsen. La rue d'Istedgade commence à côté l'ouest de la gare, qui après l'ouverture de la gare s'est développée en un quartier de divertissement et de lumière rouge.
La gare constitue une gare de passage entre les gares de Nørreport au nord et de Dybbølsbro au sud. Le bâtiment d'accueil de la gare est situé au nord des quais à travers les voies, qui se prolongent sous le bâtiment d'accueil et son parvis surélevé et continuent à travers un tunnel vers le nord. Cela continue à créer l'impression d'une gare terminus dans le paysage urbain. En plus des trains vers le nord de la Zélande, le trajet du tunnel est également utilisé par le réseau S-tog qui constitue le réseau express régional de la Métropole de Copenhague. Cependant, les principales lignes ferroviaires atteignent la gare centrale du sud.
La gare dispose de douze voies encadrés par six quais centraux, ainsi qu'une voie, la voie 26, construite dans les années 1990, pour le service Øresundståg reliant la gare centrale de Malmö, alors en impasse. Les voies 1 à 8 et 26 sont utilisées pour le trafic régional et longue distance, tandis que les voies 9 à 12 sont utilisées par le S-tog.

## Histoire

### Première gare

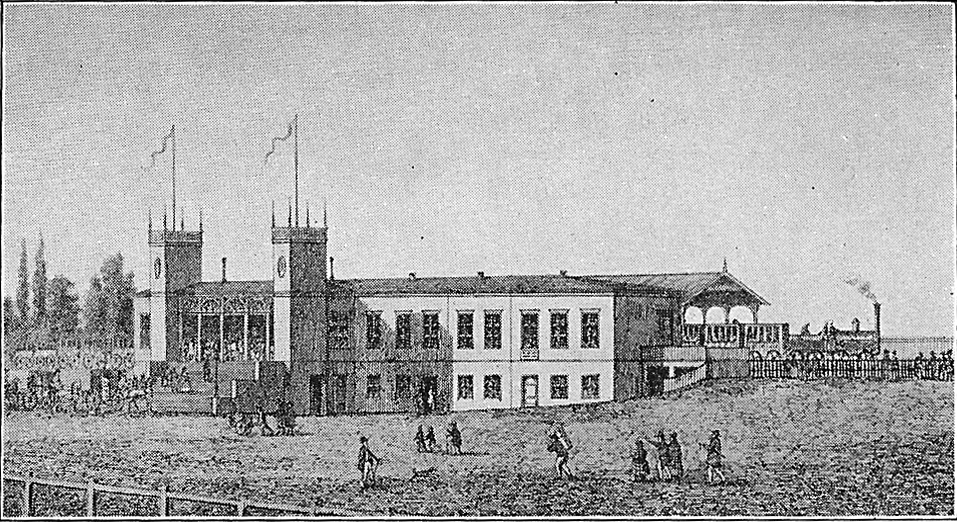
La première gare ferroviaire de Copenhague.

Le chemin de fer apparaît à Copenhague en 1847, avec l'ouverture de la ligne ferroviaire de Copenhague à Roskilde, la première ligne de chemin de fer au royaume du Danemark. La première gare ferroviaire de Copenhague a ouvert ses portes le 26 juin 1847 en tant que terminus oriental de cette ligne, qui a été prolongée de Roskilde à la ville portuaire de Korsør par le Grand Belt en 1856.

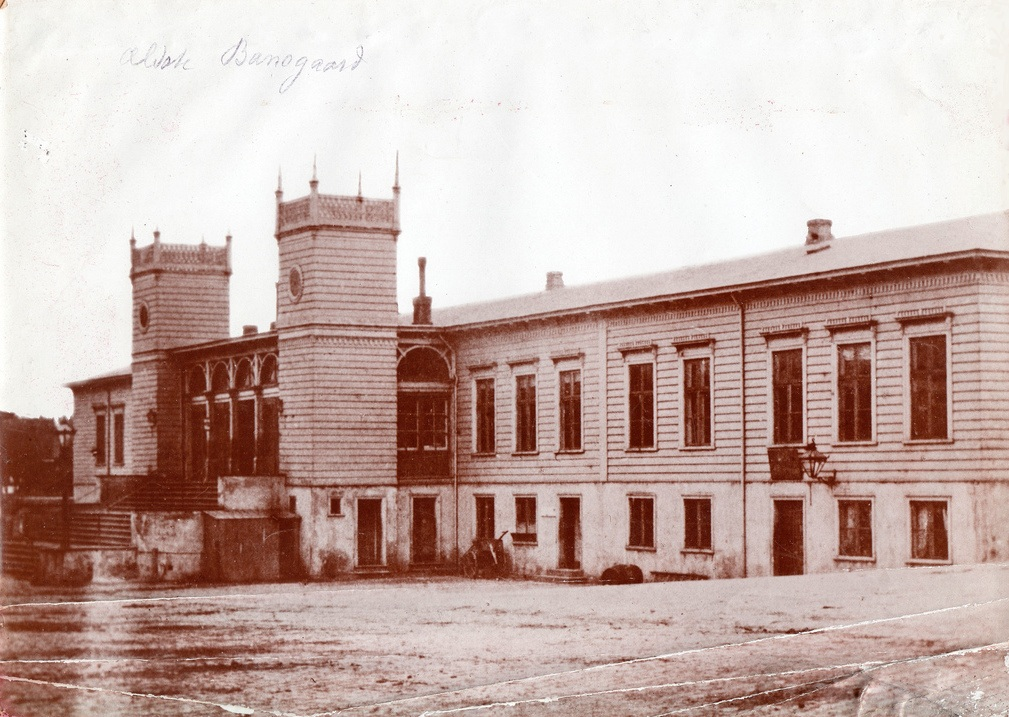
La première gare en 1864, juste avant sa démolition.

La première gare est construite sur le site de Dronningens Enghave (en français : Le jardin des prés de la Reine), un ancien jardin d'agrément royal situé juste à l'extérieur de la porte de ville de Vesterport (en français : Porte de l'Ouest) de Copenhague. Le bâtiment de la gare a été construit en bois car il est situé à l'extérieur des fortifications de la ville à l'intérieur de la ligne de démarcation, une zone de non-construction à l'extérieur des remparts où les constructions en briques n'étaient pas autorisées pour des raisons militaires. En cas de guerre, l'armée devrait pouvoir brûler les bâtiments dans le champ de tir à l'extérieur des remparts. Elle était située approximativement à l'emplacement de la gare actuelle, mais les voies étaient perpendiculaires à leur direction actuelle, car la ligne de chemin de fer quittait alors la ville le long des rues actuelles Halmtorvet et Sønder Boulevard pour rejoindre la gare de Valby.

### Deuxième gare

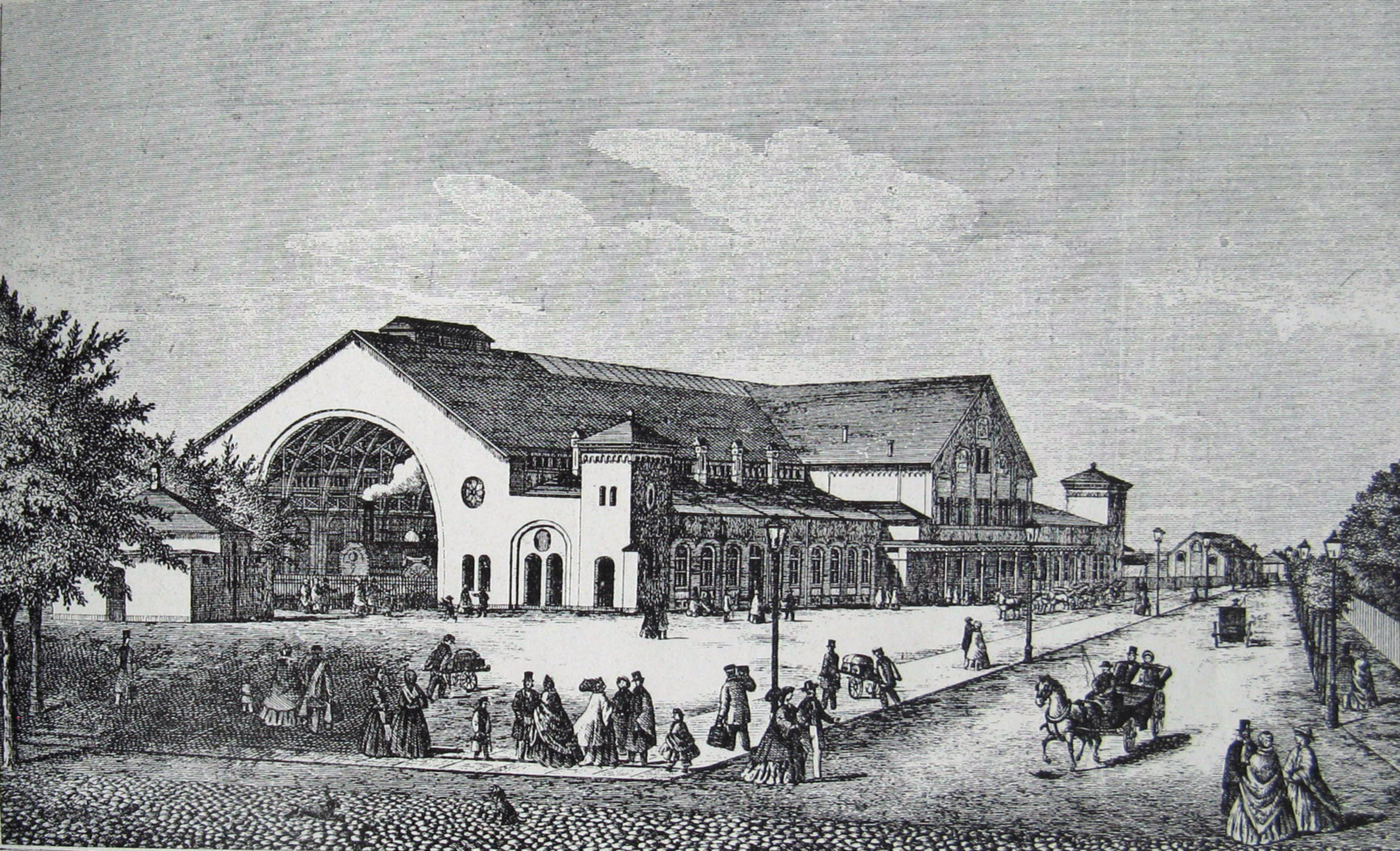
La seconde gare ferroviarie de Copenhague.

Dans les années 1860, il y avait plusieurs plans pour étendre le réseau ferroviaire au Danemark, et en particulier pour connecter une ligne en direction nord vers la Seeland du Nord avec la ligne en direction ouest existante vers Roskilde et le reste de la Seeland. En conséquence, un agrandissement de l'ancienne gare est devenu nécessaire. Une proposition de construction d'une nouvelle gare à proximité de l'ancienne porte de ville de Nørreport (en français : Porte du Nord) a été abandonnée en raison de l'opposition du Rigsdag, le parlement danois. En fin de compte, il a été décidé de remplacer l'ancienne gare et de construire une nouvelle gare plus grande à proximité de l'emplacement de l'ancienne. La construction a commencé en 1863 et la gare a ouvert ses portes le 14 octobre 1864. Comme prévu, la nouvelle gare devait également desservir les nouvelles lignes ferroviaires en direction nord ouvertes l'année précédente, la ligne vers Hillerød et Elseneur et son embranchement, la ligne jusqu'à Klampenborg.

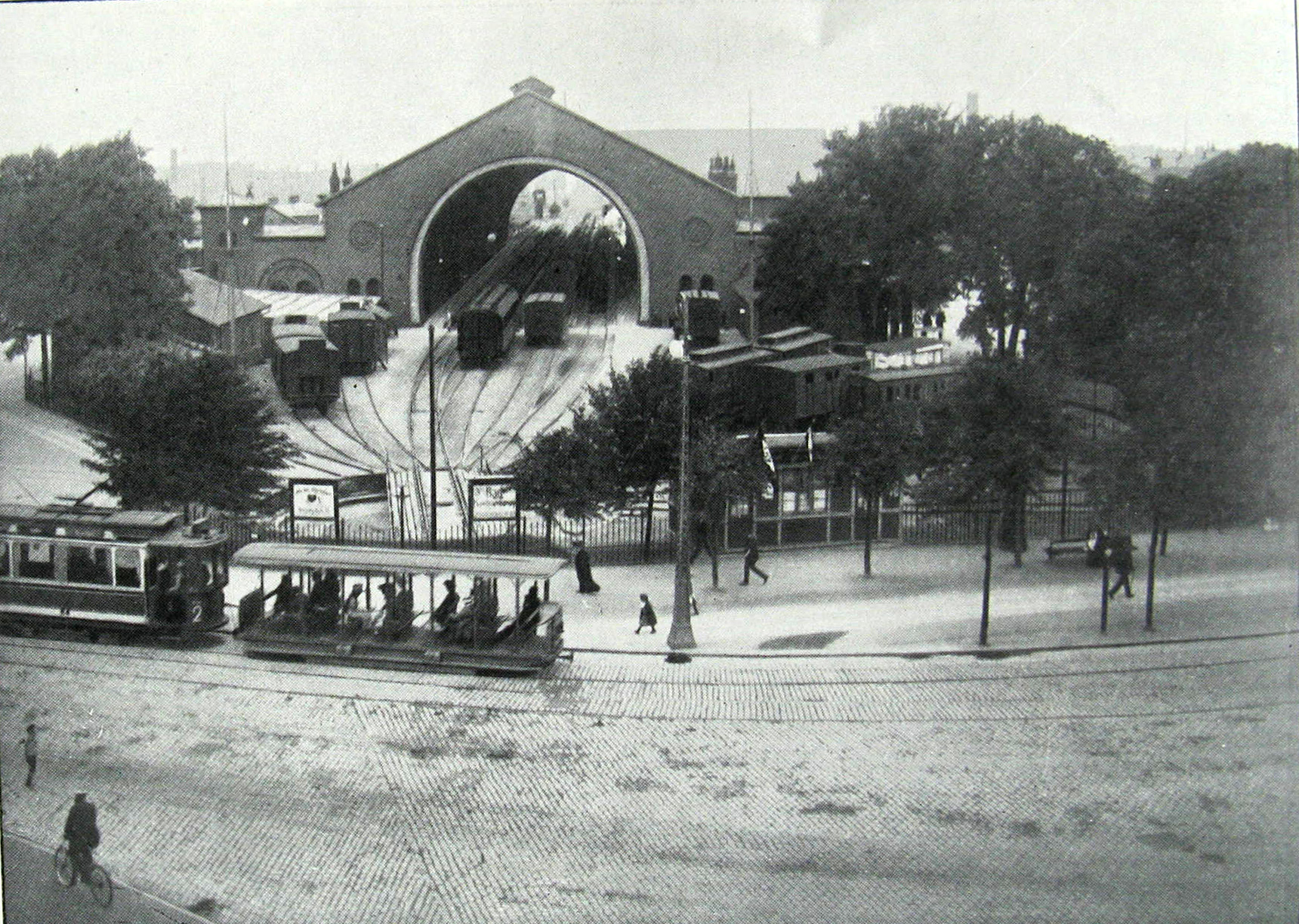
La deuxième gare vue de Vesterbrogade.

La nouvelle gare était située un peu au nord de l'emplacement de l'ancienne, de l'autre côté de Vesterbrogade. Le bâtiment de la gare était situé approximativement là où se trouvent aujourd'hui le cinéma Palads et Axelborg, mais il faisait partie d'une installation plus grande, car il y avait une gare aux marchandises dans la même zone. Avec les zones de voie, les dépôts et les plaques tournantes, la zone de la gare occupait pratiquement toute la zone, qui se situe aujourd'hui entre Vesterbrogade, Axeltorv, Gyldenløvesgade et Vester Søgade. Au fur et à mesure que le trafic augmentait, plusieurs autres bâtiments de gare plus petits se sont progressivement ouverts dans la zone de la gare.

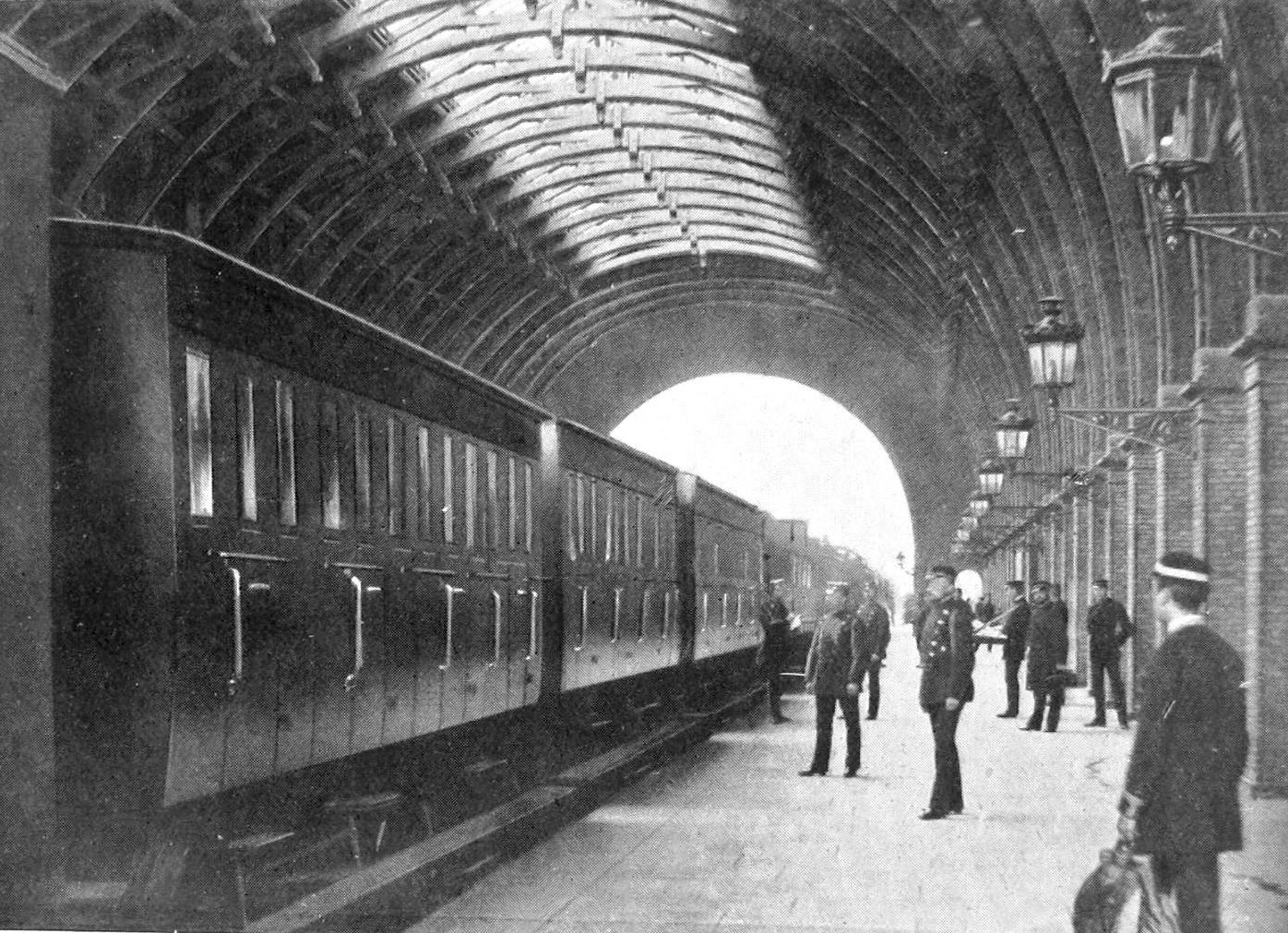
Hall de la seconde gare.

Le bâtiment de la nouvelle gare a été conçu par l'architecte Johan Daniel Herholdt dans le Rundbogenstil qui est maintenant devenu populaire dans l'architecture de l'Allemagne. Après le démantèlement des remparts de Copenhague et l'abandon de la ligne de démarcation en 1856, le bâtiment a pu être construit en brique rouge. Il se composait de deux bâtiments de 25 travées reliés par une arche en bois couronnée d'une large toiture en ardoise. Quatre voies traversaient la salle. Le côté départ était à côté de l'Axeltorv actuel, et de ce côté il y avait des bureaux, l'expédition des bagages et des salles d'attente. Les salles d'attente étaient divisées en 1re, 2e et 3e classe. Plus loin, il y avait une salle d'attente royale puis des toilettes. Au fur et à mesure que le volume du trafic augmentait, un bâtiment spécial de transitaire a été ajouté.

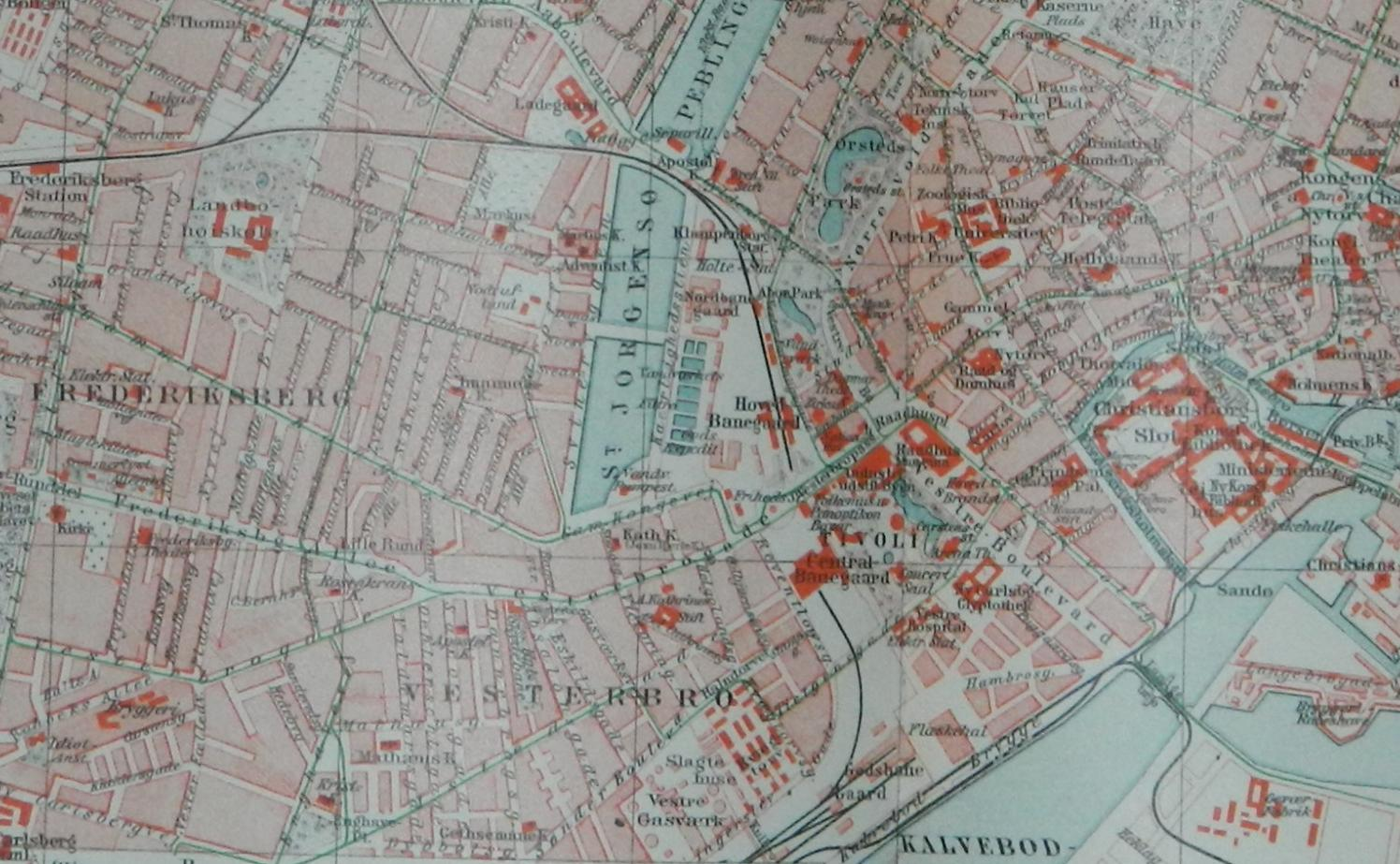
Le centre de Copenhague vers 1905. La carte montre la deuxième gare (Hoved Banegaard), ainsi que le début de la gare d'aujourd'hui (Central Banegaard), sur les côtés opposés de Vesterbrogade et sans connexion à l'un l'autre. Les trains à destination et en provenance de la deuxième gare ont traversé les Lacs sur un barrage. La gare de Frederiksberg est visible en haut à gauche.

À long terme cette deuxième gare est elle-aussi devenue trop exiguë, d'autant plus qu'il s'agissait d'une gare en cul-de-sac avec une seule voie menant hors de la ville qui devait traverser les lacs de Copenhague sur un barrage étroit le long de Gyldenløvesgade. De l'autre côté du lac, la piste se divise en deux : à l'ouest via la gare de Frederiksberg en direction de Roskilde et Frederikssund et au nord via la gare de Nørrebro  en direction de Hillerød, Elseneur et Klampenborg ; . Les voies ont disparu depuis longtemps, mais sont toujours visibles dans le réseau routier. Les choses se sont aggravées du fait que les voies avaient plusieurs passages à niveau à la sortie de la ville, ce qui, avec l'augmentation constante du trafic ferroviaire, entraînait de fréquents blocages pour le trafic routier en augmentation constante lorsque les barrières étaient abaissées.

### Troisième gare

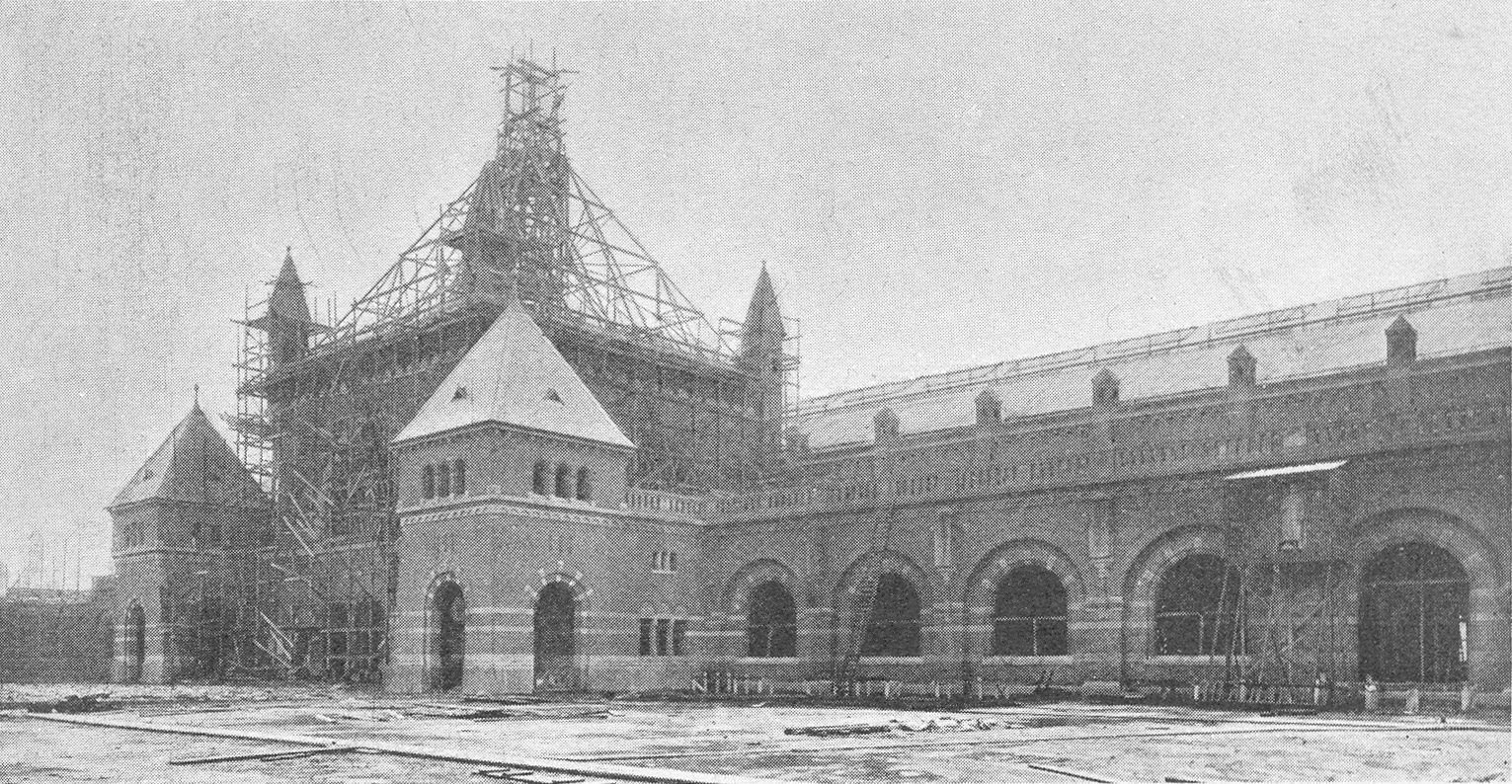
La troisième gare en construction en 1910.

À la fin du XIXe siècle, il était devenu de plus en plus évident que les conditions de la deuxième gare étaient devenues trop étroites et obsolètes. Déjà à partir de la fin des années 1870, on discutait de la manière de résoudre ces problèmes avec les liaisons ferroviaires de Copenhague. Après de nombreuses années de discussions, le Rigsdag a décidé en 1904 de construire encore une nouvelle gare, à peu près à l'emplacement de la première gare. La nouvelle gare devait être une gare de passage avec les voies des lignes en direction ouest menant au sud de la nouvelle gare hors de la ville le long d'Ingerslevsgade via la gare de Valby en direction de Roskilde et Frederikssund, et les voies des lignes en direction nord menant au nord de la nouvelle gare à travers un nouveau tunnel ferroviaire jusqu'à la gare d'Østerport au nord du centre-ville historique de Copenhague et en continuant vers le nord à partir de là le long de la côte de mer via la gare de Hellerup en direction de Hillerød et Elseneur.

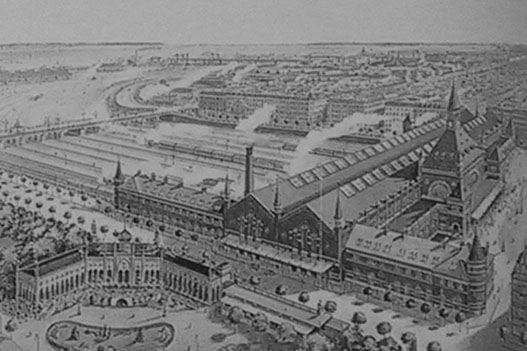
La troisième gare en 1911 avec une partie des Jardins de Tivoli.

La première pierre a été posée le 30 mai 1907 et après presque 5 ans de travaux de construction, l'actuelle gare centrale de Copenhague a été inauguré le 30 novembre 1911 par le prince héritier Christian et le ministre des Transports danois Thomas C. Larsen. Le prince héritier a déclaré lors de l'inauguration de la gare: « Elle sera probablement un rappel monumental de l'architecture danoise du début du XXe siècle. Alors que j'exprime le souhait que notre nouvelle gare établisse plus fermement le lien entre la capitale et le pays et entre le Danemark et l'étranger, je déclare ouvert la gare de Copenhague ! » Le lendemain le premier train part de la gare.

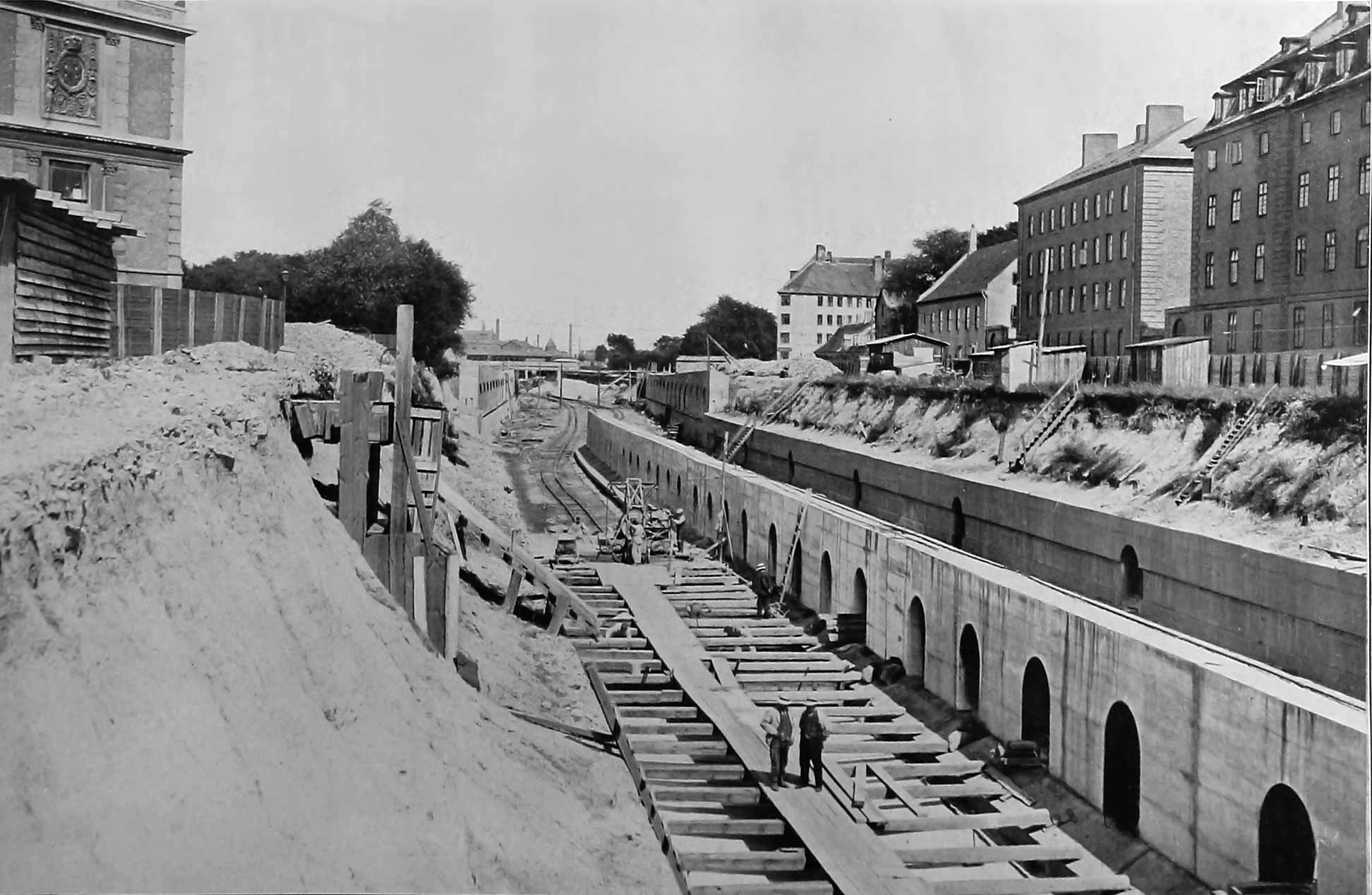
La ligne du Boulevard en construction en 1914.

Puisque le tunnel en direction nord (la ligne du Boulevard) n'a été ouvert qu'en 1917, la nouvelle gare était initialement seulement desservie par les trains des lignes vers l'ouest, et l'ancienne gare a d'abord continué à fonctionner pour les trains vers le nord. Avec l'ouverture de la première double voie de la ligne du Boulevard le 1er décembre 1917, une connexion directe a été créée avec la gare d'Østerport. Désormais, les trains le long de la ligne de Copenhague à Elseneur pouvaient continuer directement jusqu'à la nouvelle gare centrale, tout comme les trains le long de la ligne de Klampenborg étaient déviés via Østerport de l'itinéraire précédent de Hellerup via Nørrebro vers la deuxième gare. Cependant, ce n'est qu'à l'ouverture de la deuxième double voie de la ligne du Boulevard le 1er octobre 1921 que les trains sur la ligne de Copenhague à Hillerød en provenance d'Hillerød ont été détournés par le tunnel. L'ancienne gare pourrait ainsi être définitivement fermée.

### Évolutions depuis 1911

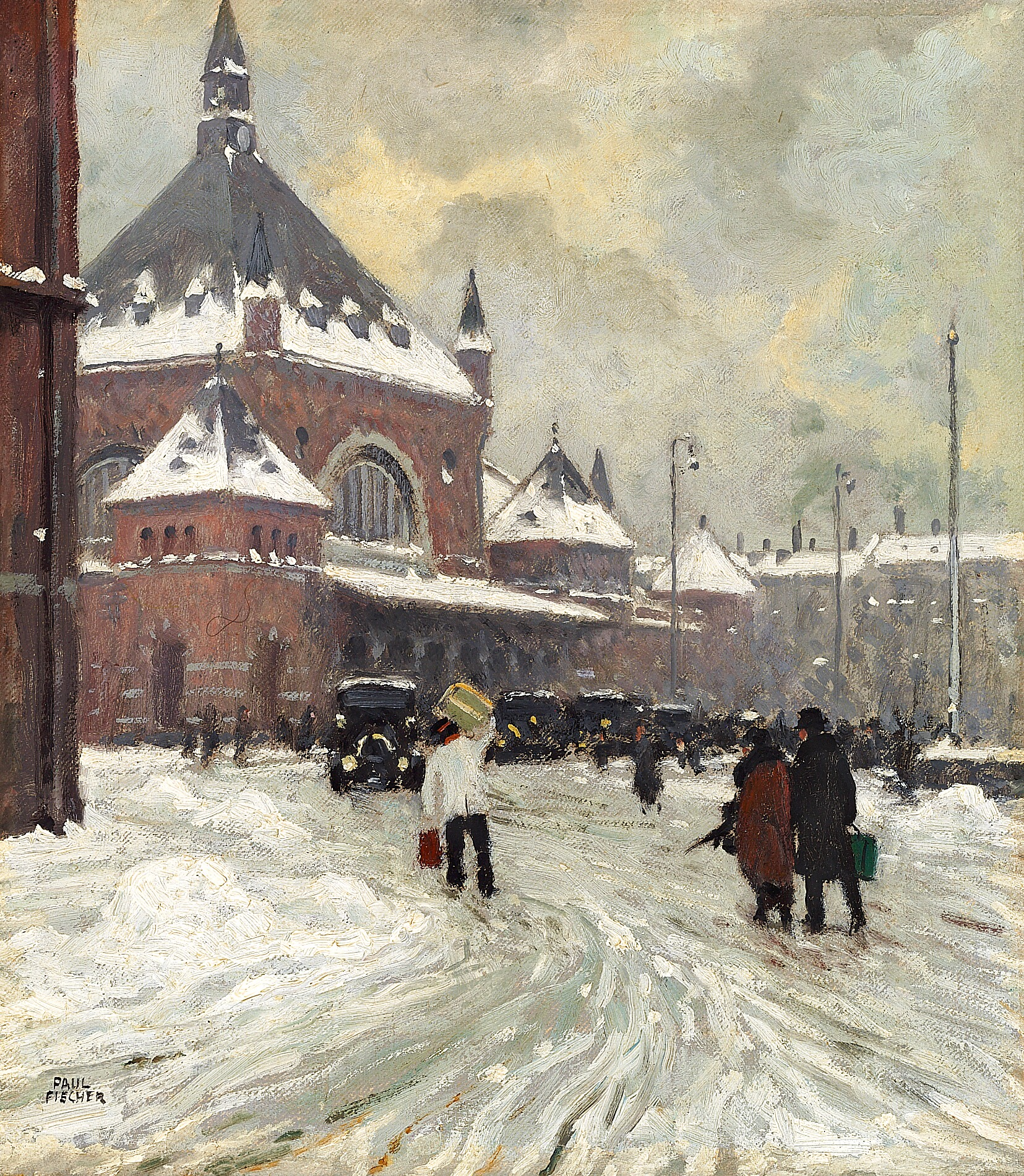
Journée d'hiver à la gare centrale de Copenhague, de Paul Fischer, vers 1925.

Depuis 1934 la gare centrale est desservie par le réseau régional S-tog, le réseau express régional de la Métropole de Copenhague, reliant le centre-ville aux banlieues.
En 1935, la salle d'attente pour le trafic local, devenue superflue après l'introduction du fonctionnement en 20 minutes avec le S-tog, est aménagée en cinéma sous le nom de Den vide Verden (en français : le vaste monde). Le cinéma est devenu un véritable incontournable et a existé jusqu'en 1971, lorsque l'avènement de la télévision a rendu le cinéma non rentable.
En 1954, les premiers escaliers mécaniques sont installés à la descente vers les quais du S-tog. Dans les années 1978-1994, la gare centrale a subi une reconstruction majeure par le cabinet d'architectes Dissing + Weitling. Ici, les halls de départ et d'arrivée ont été fusionnés en retirant l'île des bagages, et les descentes de quai de l'ancien hall de départ et des halls d'attente associés ont été supprimées. Des escaliers mécaniques et des ascenseurs ont été installés jusqu'à toutes les plates-formes.
Depuis le 29 septembre 2019, la gare centrale de Copenhague est en correspondance avec la ceinture périphérique ferroviaire, dénommée Cityringen ou M3, du métro de Copenhague.

## Architecture

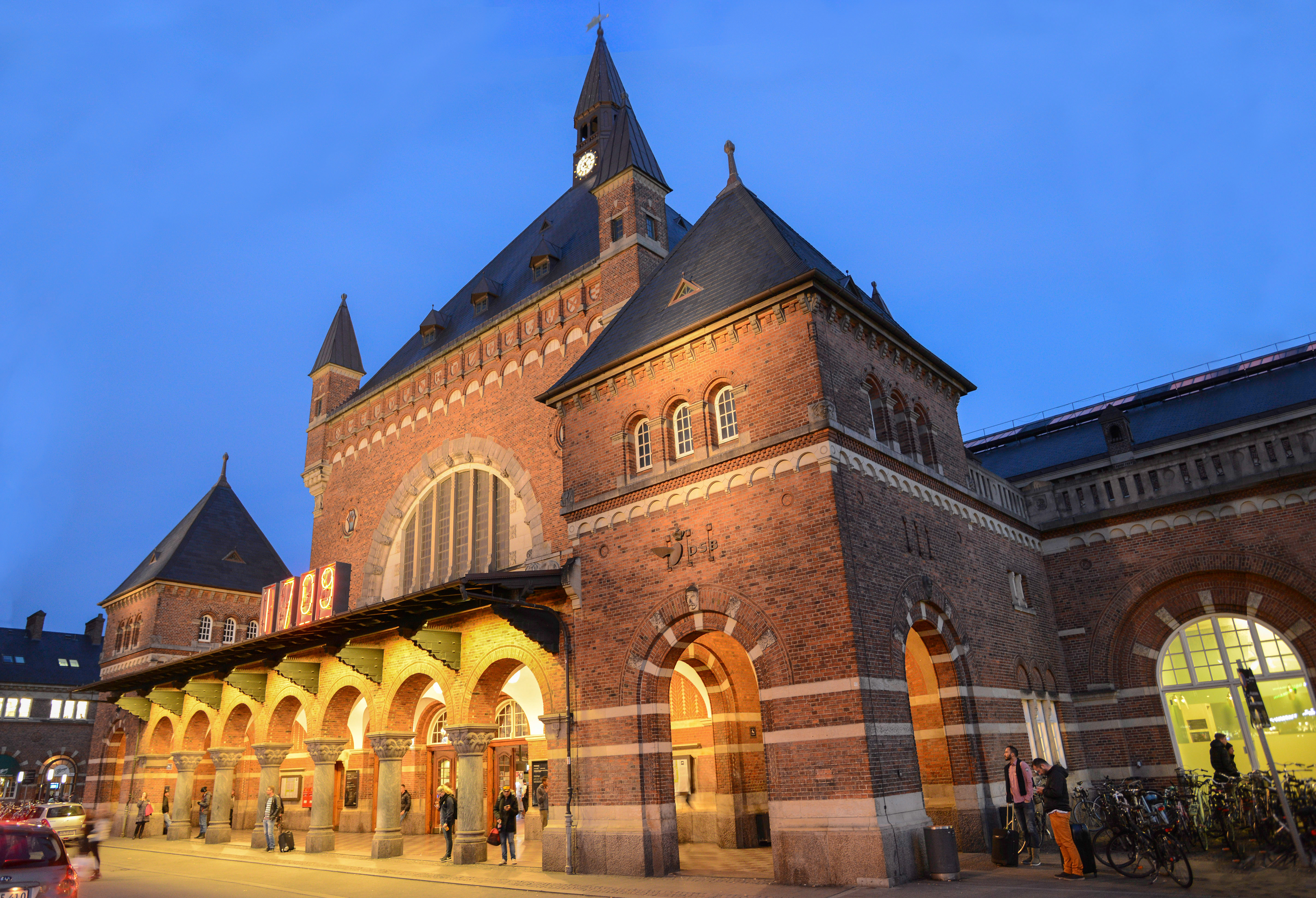
L'entrée nord du bâtiment d'accueil.

La gare a été conçue par l'architecte danois Heinrich Wenck, architecte en chef des chemins de fer danois de 1894 à 1921. La création de la gare a eu un accouchement difficile. Dans les années 1898-1902, Wenck avait préparé plusieurs propositions pour un nouveau bâtiment de gare à plusieurs étages, qui, cependant, a été rejeté par le Rigsdag pour être inutilement somptueux. Dans la plupart de ces propositions, Wenck avait proposé une gare et un bâtiment administratif combinés pour les chemins de fer danois, ce qui a été rejeté.

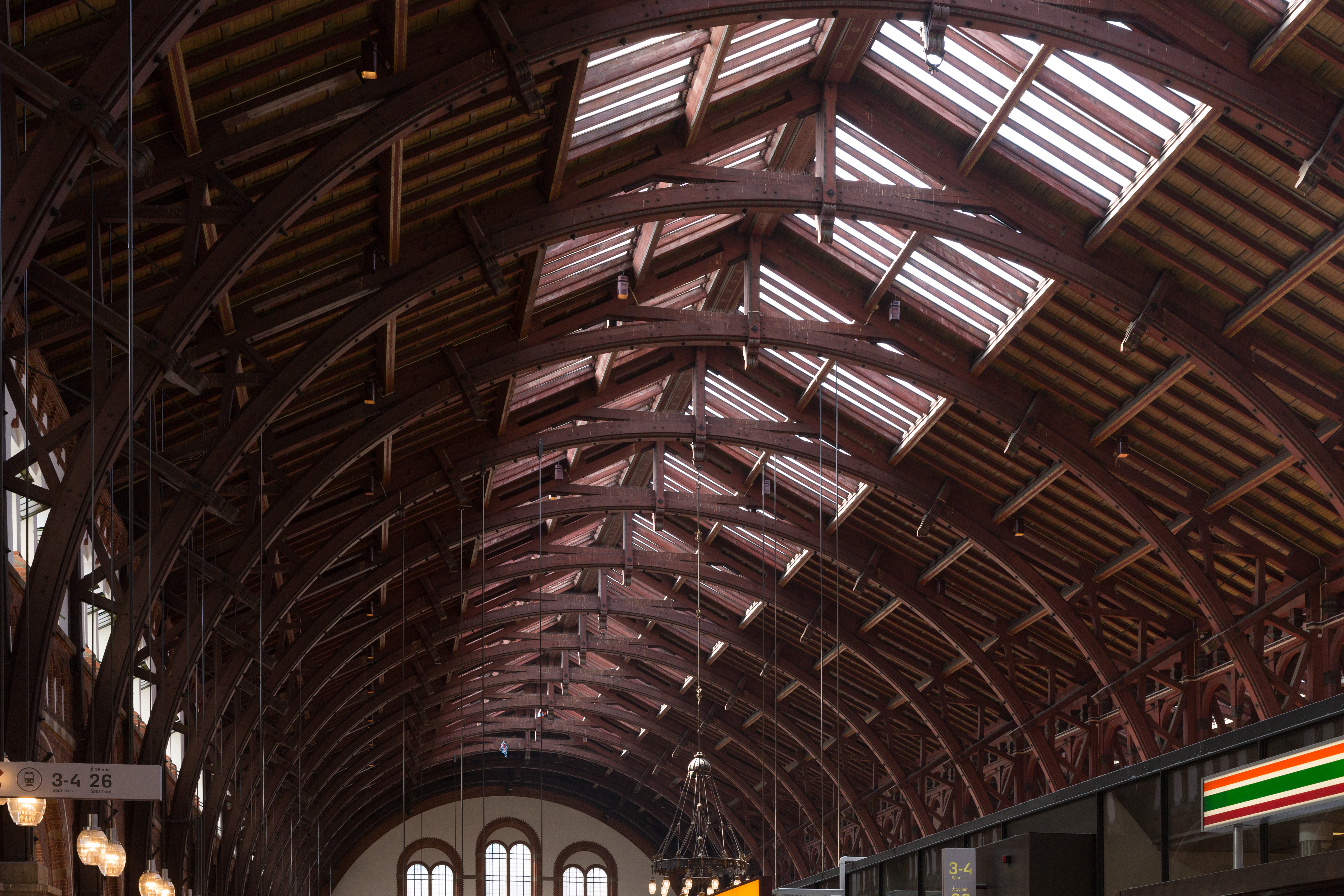
L'arc en bois des halls du bâtiment d'accueil.

Le projet réalisé de Wenck est conçu dans le style romantique national, un style architectural des pays nordiques, manifestation de la mouvance nationaliste romantique du XIXe et XXe siècles, et qui est souvent considéré comme une forme d'Art nouveau. Les matériaux prédominants sont la brique, l'ardoise et le granit, et une multitude de détails décoratifs ont été ajoutés. Inspiré de la gare de Herholdt, Wenck a également utilisé une construction en arc en bois à la fois dans les deux halls de départ et d'arrivée et dans les 6 arcs au-dessus des quais. C'était probablement tout autant un choix stylistique, puisque Wenck utilisait rarement la fonte. Cependant, toute la fondation de la gare, le sous-sol et la plate-forme qui supportent le site de la gare sont en béton armé.

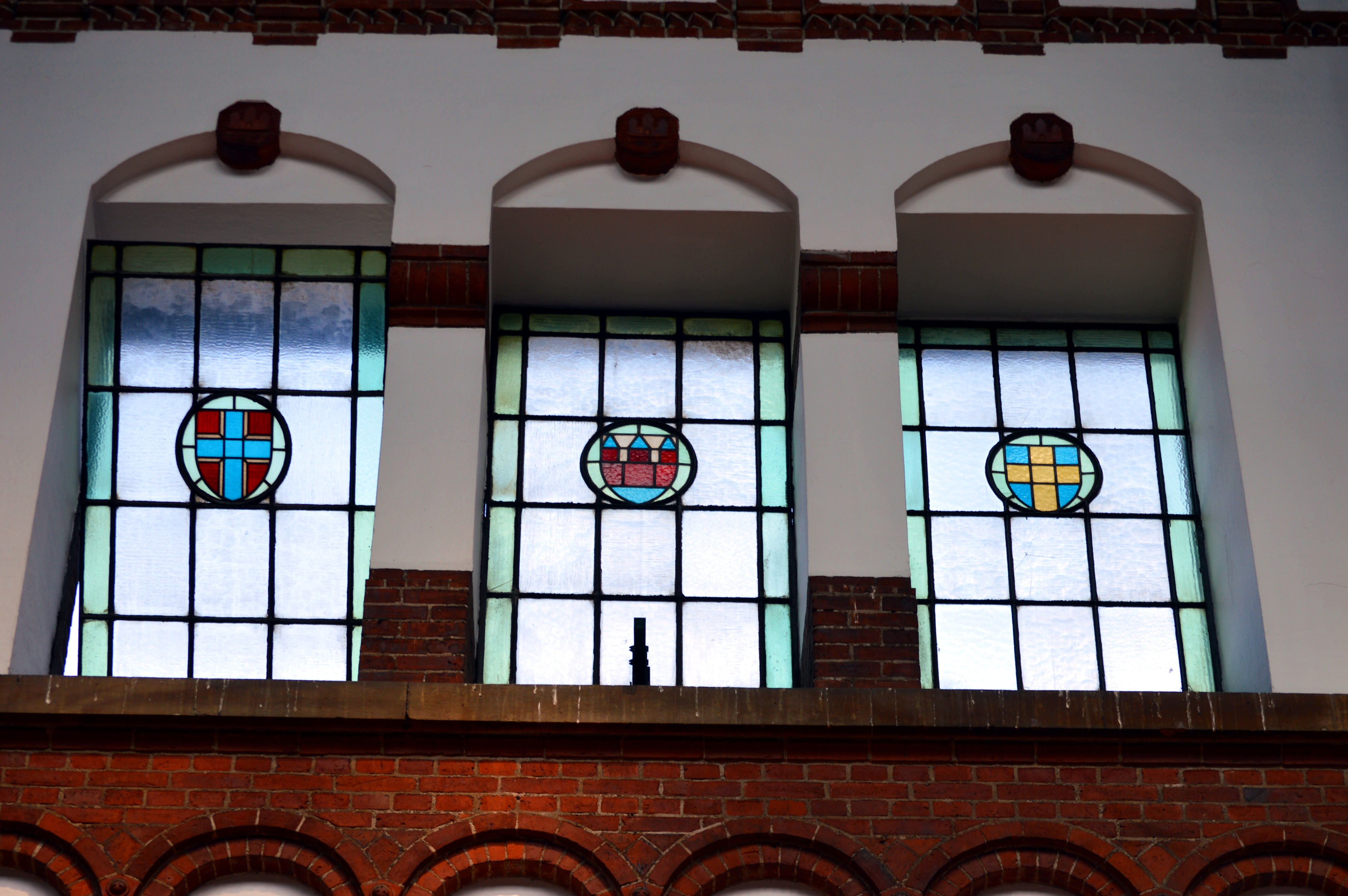
Vitraux avec les armoiries des villes danoises.

Le bâtiment de Wenck est un gesamtkunstwerk, où l'architecte a dessiné tous les détails ; à droite des carreaux de Bornholm, des bancs, des grands lustres, dont 12 pièces à l'origine accrochées (2 sont installées dans le hall, 2 autres se trouvent à Østerport Station), des kiosques, des enseignes en fer forgé à l'écriture soignée, des poignées de porte et du laiton des panneaux avec le logo DSB et des vitraux avec les armoiries des villes danoises.

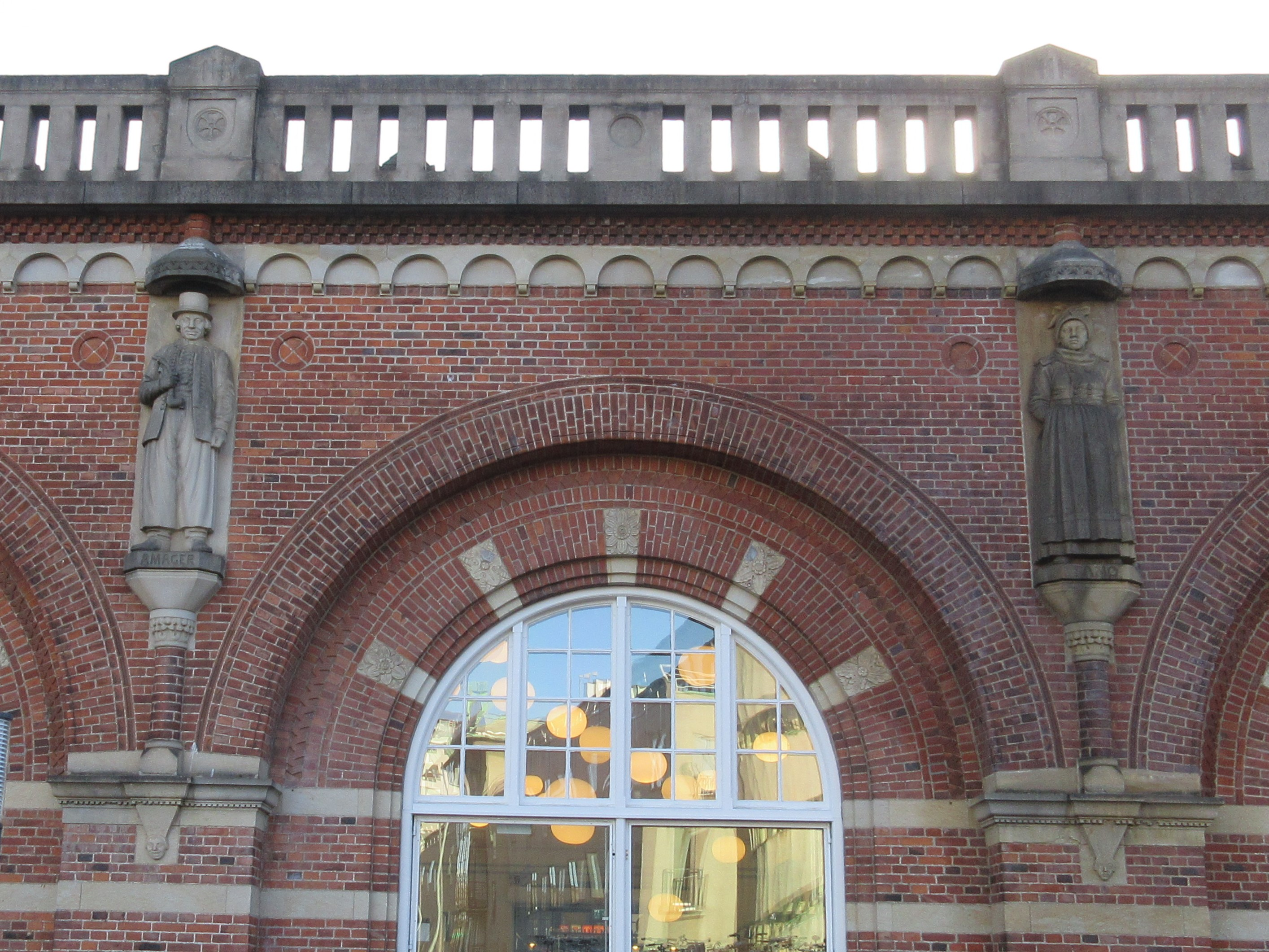
Les figures folkloriques sur la façade principale.

La façade principale est ornée de dix figures de grès sculptées par le sculpteur danois Jens Lund, représentant des types folkloriques en costumes traditionnels de différentes parties du Danemark (1910): Amager, Fanø, Hedeboegnen, Læsø, Mols, Ringkøbing, Salling, Samsø, Skovshoved et Sydfyn.
La gare se compose d'un grand bâtiment d'accueil situé au nord des quais à travers les voies, qui se prolongent sous le bâtiment d'accueil et son parvis. Le bâtiment d'accueil se compose principalement de deux grands halls, chacun avec sa construction en arc en bois. À l'origine, la gare était divisé en un hall de depart au nord et un hall d'arrivée le plus proche des quais. Cette séparation des passagers à l'arrivée et au départ était au cœur du projet de Wenck. Ces halls étaient séparés par un "îlot", à partir duquel, entre autres, les bagages étaient expédiés. L'accès aux quais depuis le hall de départ se faisait par des escaliers les plus proches de l'îlot à bagages, qui conduisaient à des salles d'attente souterraines, d'où l'on pouvait accéder au quai. Il n'y a eu aucun passage entre les halls d'arrivée et de départ pour le public jusqu'en 1934, date à laquelle deux larges passages ont été créés. Le long des murs intérieurs du hall de départ au nord, il y avait un certain nombre de salles d'attente, dûment divisées en 1re, 2e et 3e classe, et des kiosques en bois. Le dernier de ces kiosques a disparu lors de la reconstruction en 1994.

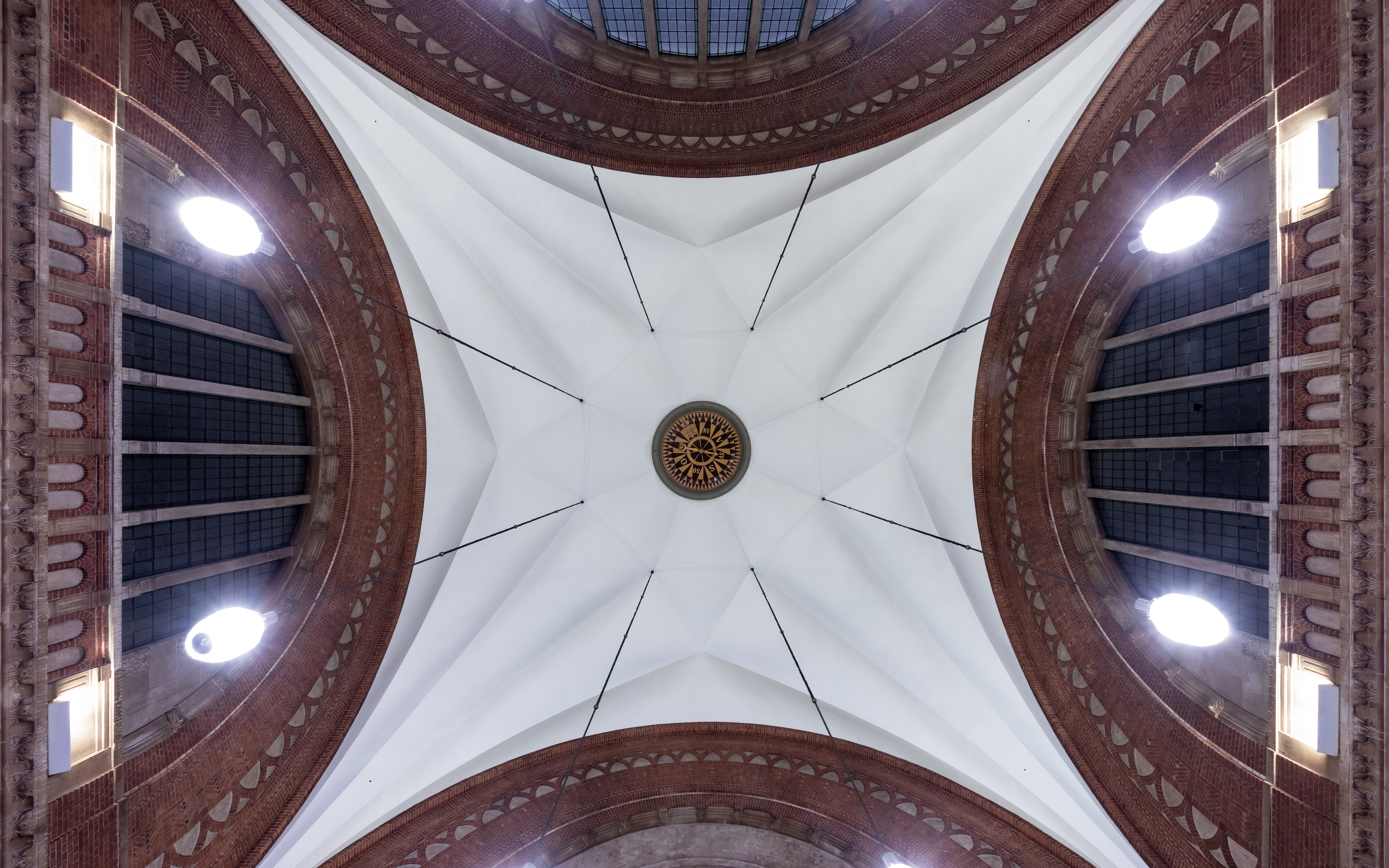
La voûte du vestibule du bâtiment d'accueil.

Du côté nord des halls est ajouté un bâtiment d'entrée avec une tour basse avec toit pyramidal et flèche en cuivre. Sous la tour se trouve un vestibule voûté. La voûte a une rose des vents avec des indications des coins du monde dans le plafond, qui sont reliées à l'aile du vent et indiquent la direction du vent. Les ventes de billets se trouvaient auparavant dans deux salles ajoutées au vestibule avec des étals qui étaient - et sont toujours - ornées d'un riche travail de sculpture sur bois.

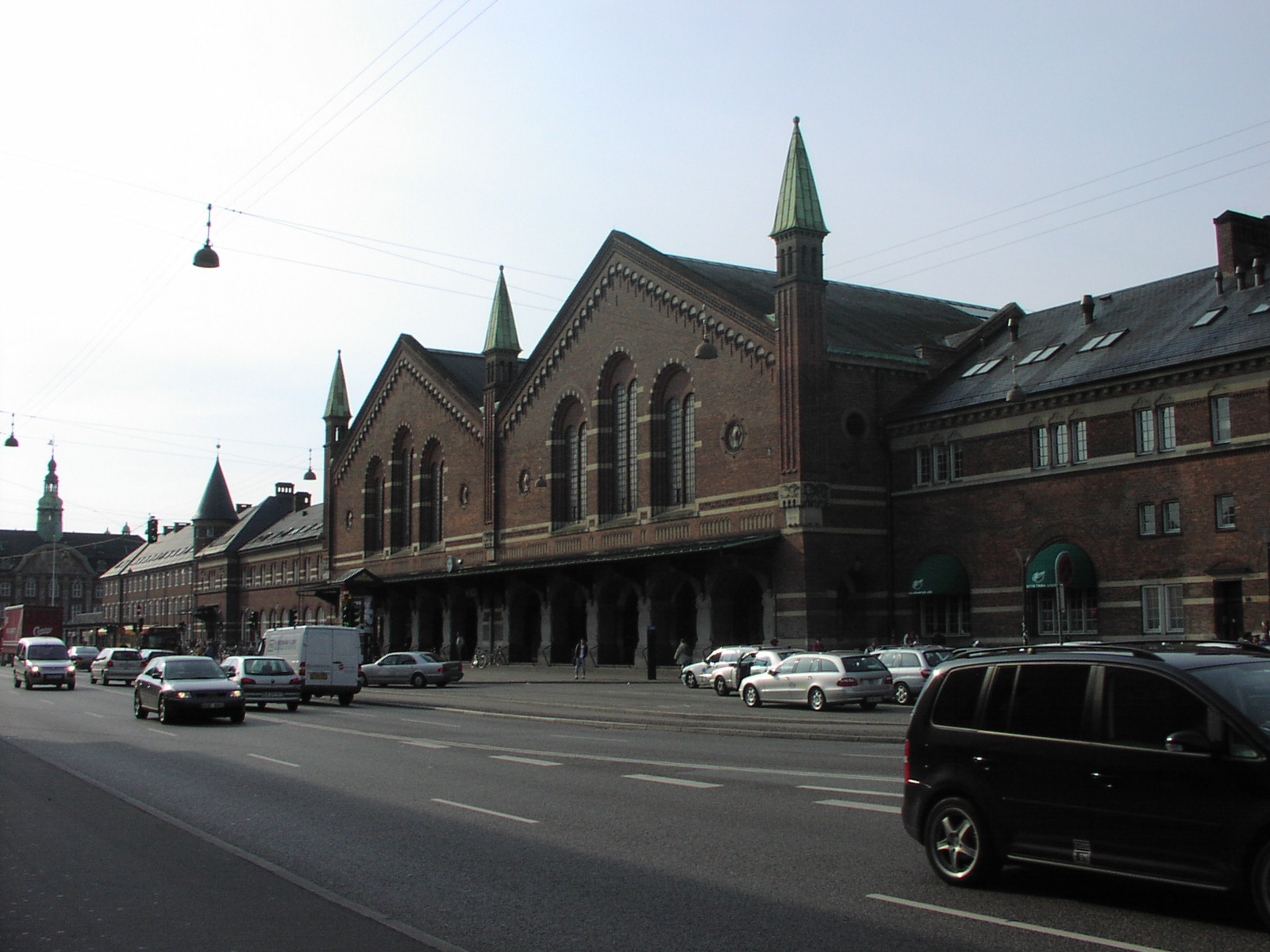
La façade est de la gare le long de Bernstorffsgade.

Le long de Bernstorffsgade (vers Tivoli), il y a un long corps de bâtiments, qui est interrompu par les deux pignons des halles de la gare et l'entrée latérale. Dans le bâtiment nord le plus proche de l'hôtel Plaza se trouvait à l'origine le restaurant de la gare, tandis que le bâtiment au sud est une aile administrative qui abrite également la salle d'attente royale. Ce bâtiment a été agrandi en 1919-21 par Wenck et son successeur, K.T. Seest. La partie agrandie n'a pas le même degré de décoration que le reste du bâtiment.

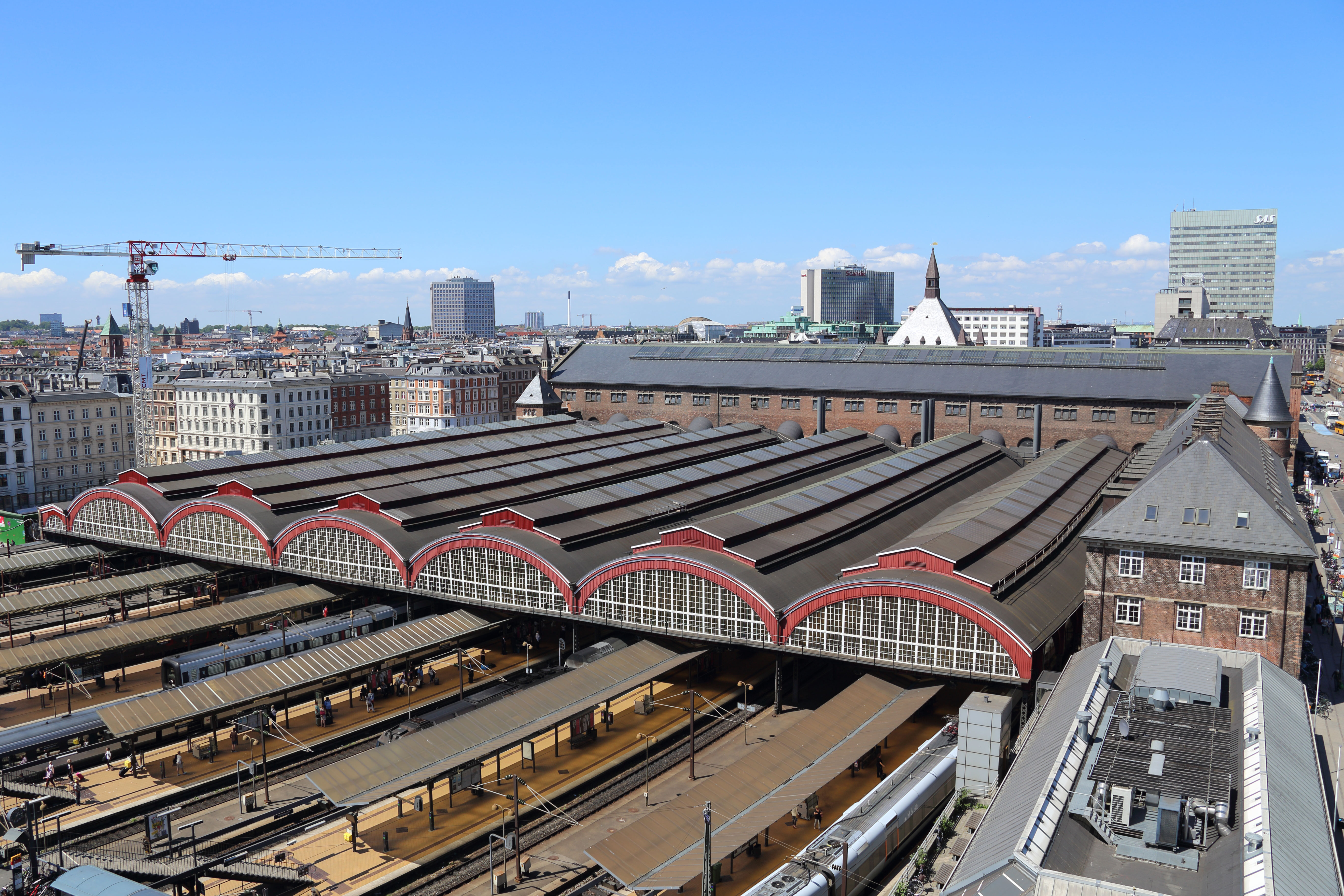
Les quais avec leurs arcs en bois.

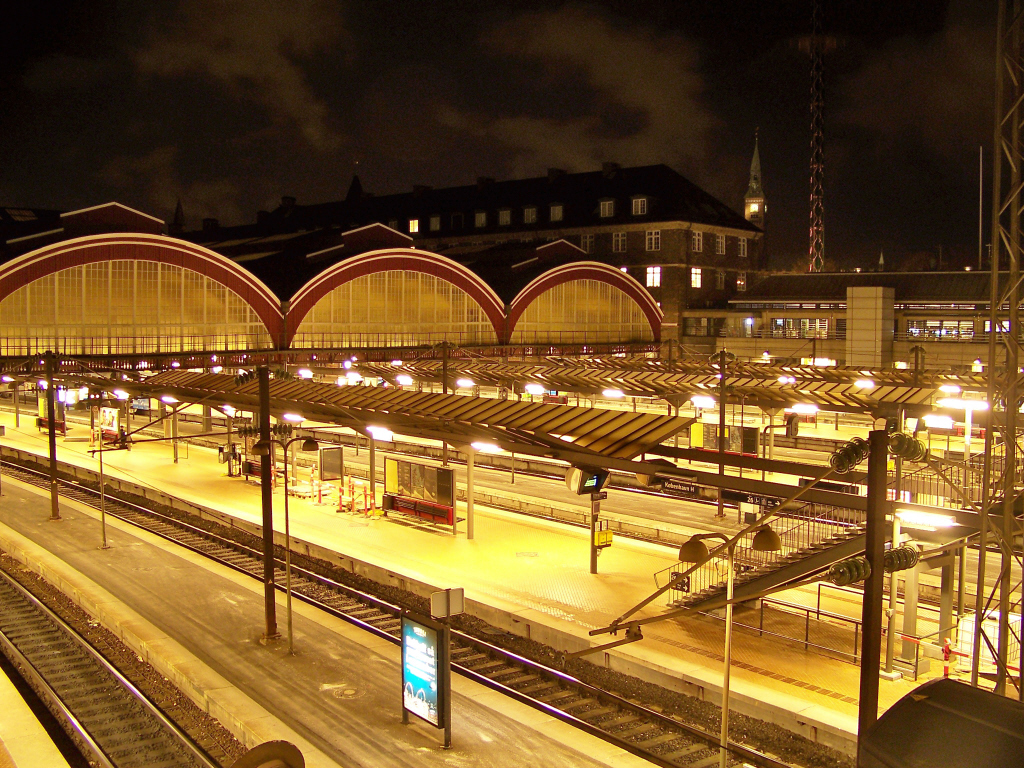
Verrière

La gare est construite avec 6 quais pour le public et 5 quais (bas) à bagages. À l'extérieur de la voie 1 (la plus proche de Tivoli), il y a un quai qui entre autres donne accès aux salle d'attente royale, et à l'extérieur de la voie 12 se trouve un haut quai à bagages. Les toits des quais sont un chapitre en eux-mêmes, car à l'origine Wenck voulait un grand toit au-dessus des quais, mais la proposition coûteuse a été épargnée par le Rigsdag lors de la construction. Il semblait qu'il n'y aurait aucun toit, mais au milieu de la construction, de l'argent était toujours alloué pour les toits. Cependant, ce n'était plus un grand arc, mais six arcs plus petits, un au-dessus de chaque quai. L'inconstance des politiciens signifiait aussi que les arcs ne pouvaient pas être complètement adjacents au bâtiment principal, qui avait été achevé, et que Wenck devait faire une solution d'urgence avec de petits auvents entre les toits des quais et le bâtiment de la gare.

## Service des voyageurs

### Accueil

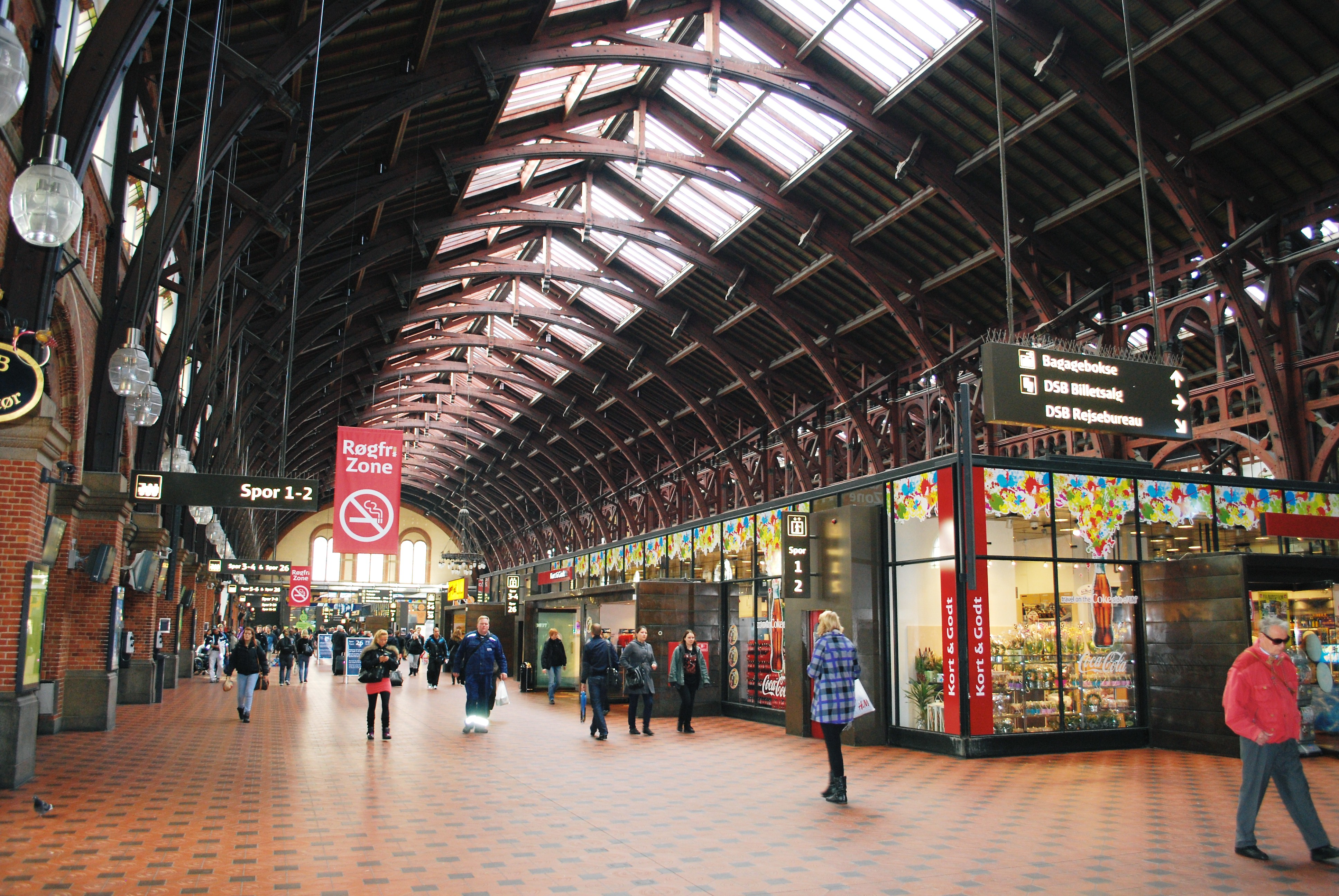
Le hall principal d'accueil en 2009.

La gare dispose d'un hall principal d'accueil, où sont installés d'espaces d'information, de vente de billets, des casiers à bagages, des toilettes payantes, d'un office de tourisme et d'un bureau des objets trouvés. Elle abrite aussi des espaces commerciaux. On y trouve un supermarché, un bureau de poste, une banque, des bureaux de change ainsi que des restaurants, cafés et kiosques vendant nourriture, journaux, rafraichissements et friandises.
Le bâtiment d'accueil est ouvert de 4h30 à 2h15 en semaine et ne ferme pas le weekend. Les guichets vendent des tickets de 7h à 20h en semaine et de 8h à 18h le week-end. Il y a également des machines en libre-service et des distributeurs de billets.
Elle est adaptée aux personnes à mobilité réduite.

### Desserte

#### Services suburbaines

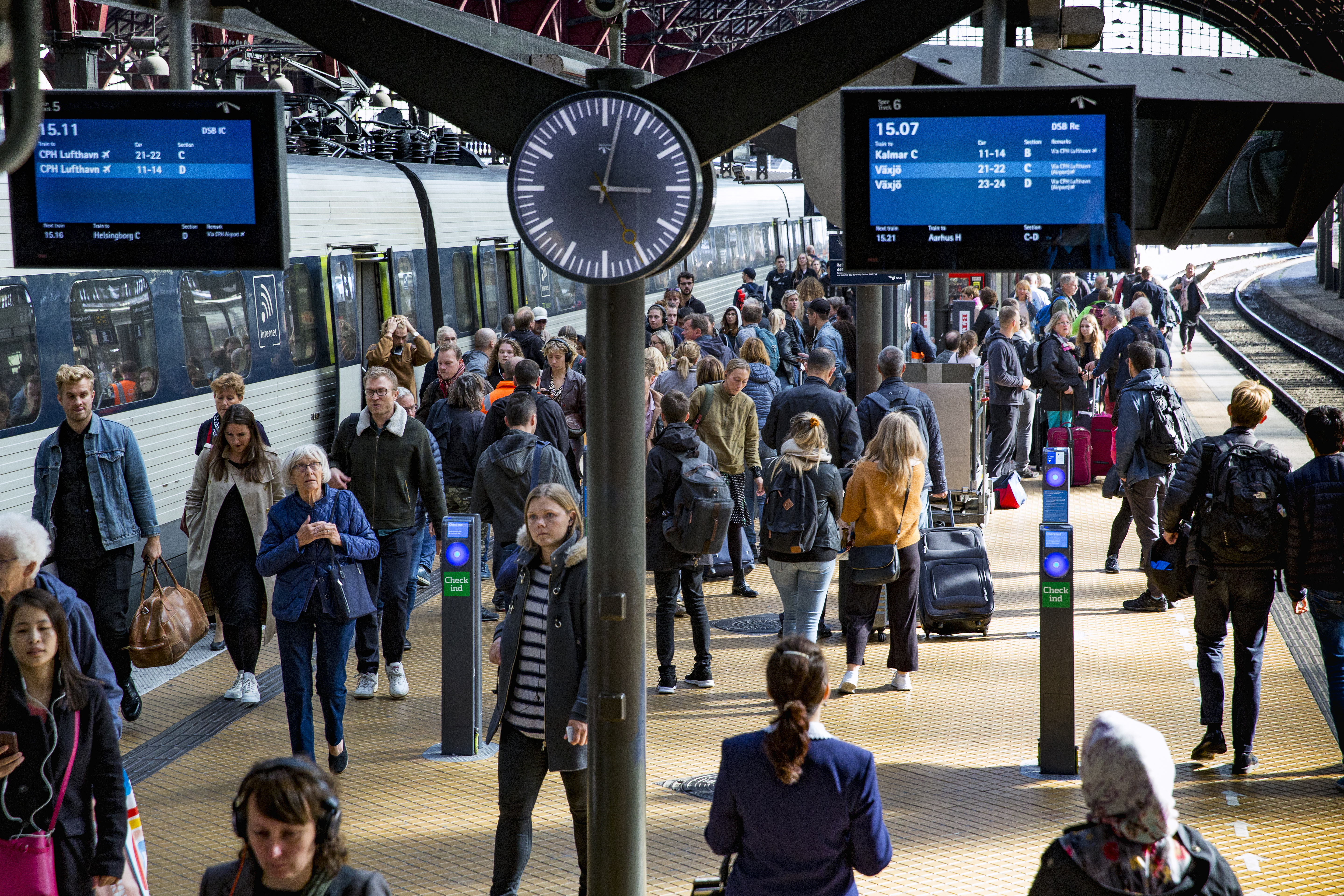
Un quai de la gare.

La gare centrale de Copenhague est d'abord desservie par les trains de toutes les lignes du réseau express régional S-tog de type RER, à l'exception de la ligne F.
| S-tog         | S-tog           | S-tog   | S-tog         | S-tog       |
| Origine       | Arrêt précédent | Service | Arrêt suivant | Destination |
| ------------- | --------------- | ------- | ------------- | ----------- |
| Frederikssund | Dybbølsbro      | H       | Vesterport    | Farum       |
| Frederikssund | Dybbølsbro      | C       | Vesterport    | Klampenborg |
| Høje Taastrup | Dybbølsbro      | Bx      | Vesterport    | Østerport   |
| Høje Taastrup | Dybbølsbro      | B       | Vesterport    | Holte       |
| Køge          | Dybbølsbro      | E       | Vesterport    | Hillerød    |
| Solrød Strand | Dybbølsbro      | A       | Vesterport    | Farum       |

#### Services régionaux
Les trains du service  Øresundståg, qui s'arrêtent tous en gare, relient le nord de la région-capitale de Copenhague, notamment la ville d'Helsingør aux principales villes du Sud de la Suède, en passant par la gare de l'Aéroport de Copenhague. Ils relient notamment la gare centrale de Malmö en 39 minutes
| Danske StatsBaner                   | Danske StatsBaner                   | Danske StatsBaner | Danske StatsBaner     | Danske StatsBaner              |
| Origine                             | Arrêt précédent                     | Service           | Arrêt suivant         | Destination                    |
| ----------------------------------- | ----------------------------------- | ----------------- | --------------------- | ------------------------------ |
| Elseneur (Helsingør)                | Nørreport                           | Øresundståg       | Ørestad               | Gare centrale de Malmö (Suède) |
| Østerport ou Aéroport de Copenhague | Nørreport ou Aéroport de Copenhague |                   | Valby                 | Roskilde                       |
| Østerport ou Aéroport de Copenhague | Nørreport ou Aéroport de Copenhague | Valby             | Odense                |                                |
| Østerport                           | Nørreport                           | Valby             | Rødby Færge ou Gedser |                                |
| Østerport                           | Nørreport                           | Valby             | Kalundborg            |                                |

#### Services nationaux
Elle dessert avec le service InterCity les principales villes du Danemark et les trains express traversent l'ensemble du pays. .
| Danske StatsBaner                   | Danske StatsBaner                   | Danske StatsBaner | Danske StatsBaner                   | Danske StatsBaner     |
| Origine                             | Arrêt précédent                     | Service           | Arrêt suivant                       | Destination           |
| ----------------------------------- | ----------------------------------- | ----------------- | ----------------------------------- | --------------------- |
| Aéroport de Copenhague (Lufthavnen) | Aéroport de Copenhague (Lufthavnen) | Intercity         | Valby                               | Frederikshavn         |
| Aéroport de Copenhague (Lufthavnen) | Aéroport de Copenhague (Lufthavnen) | Intercity         | Høje Taastrup                       | Struer                |
| Aéroport de Copenhague (Lufthavnen) | Aéroport de Copenhague (Lufthavnen) | Intercity         | Høje Taastrup                       | Thisted               |
| Aéroport de Copenhague (Lufthavnen) | Aéroport de Copenhague (Lufthavnen) | Intercity         | Valby                               | Esbjerg               |
| Aéroport de Copenhague (Lufthavnen) | Aéroport de Copenhague (Lufthavnen) | Intercity         | Valby                               | Sønderborg ou Padborg |
| Terminus                            | Terminus                            | Intercity         | Aéroport de Copenhague (Lufthavnen) | Rønne                 |

#### Services internationaux
La gare centrale de Copenhague dessert directement les villes européennes de Stockholm, Hambourg et Berlin. Les trains EuroNight relient les villes d'Amsterdam, Bâle, Moscou, Prague et Varsovie.
| Deutsche Bahn | Deutsche Bahn   | Deutsche Bahn | Deutsche Bahn | Deutsche Bahn           |
| Origine       | Arrêt précédent | Service       | Arrêt suivant | Destination             |
| ------------- | --------------- | ------------- | ------------- | ----------------------- |
| Terminus      | Terminus        | ICE 75        | Høje Taastrup | Gare centrale de Berlin |

### Intermodalité

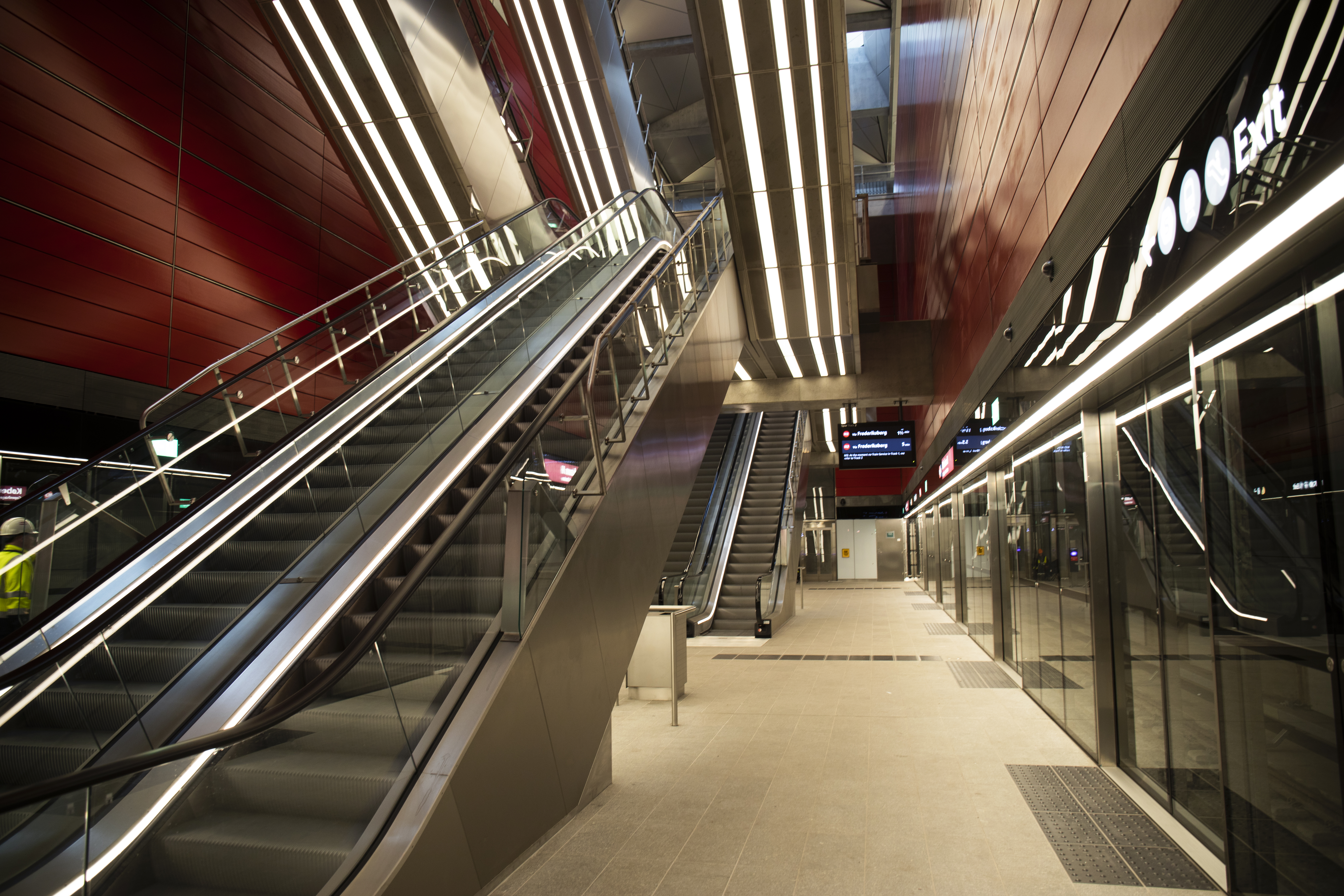
La station de métro København H.

La gare centrale de Copenhague est desservie par la station de métro København H, où passent les lignes M3 et M4, qui desservent également la gare ferroviaire d'Østerport.
Un tunnel piéton a été aménagé et relie les quais de la gare existante à la station de métro, facilitant ainsi la commutation entre le métro et les autres quais de train.